# Serguei Txakhotin
Serguei Stepànovitx Txakhotin (Constantinoble, 13 de setembre de 1883 - Moscou, 24 de desembre de 1973) va ser un microbiòleg i sociòleg rus. Amic d'Einstein, va discutir moltes coses relacionades amb l'auge del nazisme amb ell.
El seu pare era Stepan Ivànovitx Txakhotin, secretari privat d'Ivan Turguénev primer, i diplomàtic a Istanbul posteriorment. Sa mare, Alexandra Motzo, era grega, i el 1893 va mudar-se amb la família a Odessa.
Txakhotin va estudiar a la Universitat Estatal de Moscou, participant a l'ocupació de 1902 i havent-se d'exiliar a Alemanya. S'especialitza en zoologia, i els mèrits permeten que puga tornar a l'Imperi Rus el 1912 i treballar a les ordres de Pàvlov. Amb l'esclat de la Primera Guerra Mundial, treballaria en la propaganda de guerra.
Socialista, en el moment de la revolució s'enquadrava al grup defensista del POSR, agrupats al voltant de Gueorgui Plekhànov. Treballà per al govern provisional, fins i tot després de la revolució d'octubre. El 1919 abandona Rússia i s'exilia a Alemanya.
A principis de la dècada del 1930, Carlo Mierendorf va contactar amb Txakhotin per tal que exercira de propagandista per al Partit Socialdemòcrata i l'organització paramilitar Front de Ferro. A partir del 1932, tots dos van llançar diverses campanyes per a contrarestar tant als comunistes com els nazis, entre elles la del símbol de les tres fletxes com a emblema de militància socialista.
Mierendorf i Txakhotin van llançar la campanya tres fletxes contra l'esvàstica, i el fisiòleg rus va escriure un llibre amb el mateix nom. Les fletxes representaven la lluita socialista contra la reacció, el capitalisme i el feixisme. En arribar Hitler al poder, exilia a França. Amb la caiguda de París, va ser capturat i enviat al camp de concentració de Compiègne, sent alliberat per la intervenció de professors universitaris amics seus. El 1959, va tornar a Rússia.